# Henri Olivier (homme politique)
Pour l’article homonyme, voir Henri Olivier.
Henri Olivier, né le 17 janvier 1917 et mort le 18 août 2004, est un homme politique français.

## Biographie
Maire de Saint-Germain-des-Grois (1971-1995), conseiller général de Rémalard (1964-1994), sénateur de l'Orne de 1974 à 1992, Henri Olivier a dominé la scène politique percheronne ancrée dans la droite modérée pendant deux décennies.

## Détail des fonctions et des mandats
Mandats parlementaires
- 22 septembre 1974 - 25 septembre 1983 : Sénateur de l'Orne
- 25 septembre 1983 - 1er octobre 1992 : Sénateur de l'Orne